# 数学的にありえない
『数学的にありえない』（すうがくてきにありえない、原題: Improbable）は、アダム・ファウアーによる2005年のサイエンス・フィクションスリラー小説。2006年に国際スリラー作家協会賞の新人賞を受賞した。

## 概要
才気ある若い男デイヴィッド・ケイン（David Caine）は、人生を狂わせるほどの症状を引き起こすてんかんに悩まされていた。彼はギャンブルにのめり込み、地元マフィアに多額の借金をしていた。
物語の中で、ケインは治験的な治療を通じて人生を正そうとする。この過程にてケインは自身の計算力を利用して未来を予見する能力に目覚め、予知に基づいて未来を変えることができることに気がついた。しかし、影の勢力が自身の目的のために予知能力を求め、ケインは生死を分ける絶望的な対決に直面することとなる。

## 3Dカバー
この書籍が多くの称賛を受けた主な点の一つは、その独特なカバーアートにある。レンチキュラーを用いることにより、読者に対して本が移動すると、3次元的な表紙絵が変化するようになっている。

## 登場人物
- デイヴィッド・ケイン（David Caine）
- ジャスパー・ケイン（Jasper Caine）
- ナヴァ・ヴァナー（Nava Vaner）、タンジャ（Tanja Kristina Aleksandrova）
- ドクター "ドク"・ポール・トヴァスキー（Dr. "Doc" Paul Tversky）
- ジェイムズ・フォーサイス（James Forsythe）
- スティーヴン・グライムス（Steven Grimes）
- トミー・ダソーザ（Thomas Da souza）
- マーティン・クロウ（Martin Crowe）
- ジュリア・パールマン（Julia Pearlman）
- ピーター・ハンネマン（Peter Hanneman）
- ヴィタリー・ニコラエフ（Vitaly Nikolaev）
- セルゲイ・コズロフ（Sergey Kozlov）
- イ・EGG（Yi EGG）

## 邦訳書籍
- アダム・ファウアー 著、矢口誠 訳『数学的にありえない』 上、文藝春秋、2006年8月。ASIN 4167705753。ISBN 4167705753。
- アダム・ファウアー 著、矢口誠 訳『数学的にありえない』 下、文藝春秋、2006年8月。ASIN 4167705761。ISBN 4167705761。